# Сёренсен, Хайни
Ха́йни Фоссдальсо́а Сёренсен (фар. Heini Fossdalsá Sørensen; род. 27 января 2004 года в Торсхавне, Фарерские острова) — фарерский футболист, полузащитник клуба «ХБ».

## Клубная карьера
Хайни начинал карьеру в клубе «ХБ» из родного Торсхавна. В 2018 году он уехал в датский «Мидтьюлланн». Во время выступлений за юношескую команду этого клуба он своей игрой привлёк внимание «Аякса» и приглашался на тренировки с молодёжным составом амстердамцев. Летом 2023 года Хайни перебрался в клуб второго дивизиона Дании «Тистед». 7 октября того же года он дебютировал на этом турнире, отыграв 1 минуту против «ФА 2000». 2 июня 2024 года полузащитник забил первый гол в карьере, поразив ворота всё того же «ФА 2000». Всего в своём дебютном сезоне на взрослом уровне Хайни провёл 20 встреч второй датской лиги и забил 1 мяч. В первой половине сезона 2024/25 он отыграл 11 игр за «Тистед», отметившись 1 забитым голом.
В феврале 2025 года Хайни вернулся в свой родной клуб «ХБ». 1 марта полузащитник впервые сыграл за «красно-чёрных» и выиграл свой первый трофей, не только приняв участие в победной встрече с «Викингуром» в рамках розыгрыша Суперкубка Фарерских островов, но и став её лучшим игроком.

## Международная карьера
Хайни представлял Фарерские острова на юношеском уровне, начиная с возрастной категории до 15 лет, и дебютировал за каждую из них, будучи на 2 года младше положенного. Суммарно в 2017—2022 годах он принял участие в 22 международных юношеских матчах, отметившись в них 4 забитыми мячами. С 2021 года полузащитник является членом молодёжной сборной Фарерских островов и имеет на своём счету 12 сыгранных встреч.

## Статистика выступлений
| Выступление      | Выступление      | Выступление      | Лига | Лига | Кубки | Кубки | Еврокубки | Еврокубки | Прочие | Прочие | Итого | Итого |
| Клуб             | Лига             | Сезон            | Игры | Голы | Игры  | Голы  | Игры      | Голы      | Игры   | Голы   | Игры  | Голы  |
| ---------------- | ---------------- | ---------------- | ---- | ---- | ----- | ----- | --------- | --------- | ------ | ------ | ----- | ----- |
| Тистед           | Второй дивизион  | 2023/24          | 20   | 1    | 1     | 0     | 0         | 0         | 0      | 0      | 21    | 1     |
| Тистед           | Второй дивизион  | 2024/25          | 11   | 1    | 1     | 0     | 0         | 0         | 0      | 0      | 12    | 1     |
| Тистед           | Итого            | Итого            | 31   | 2    | 2     | 0     | 0         | 0         | 0      | 0      | 33    | 2     |
| ХБ               | Премьер-лига     | 2025             | 0    | 0    | 0     | 0     | 0         | 0         | 1      | 0      | 1     | 0     |
| ХБ               | Итого            | Итого            | 0    | 0    | 0     | 0     | 0         | 0         | 1      | 0      | 1     | 0     |
| Всего за карьеру | Всего за карьеру | Всего за карьеру | 31   | 2    | 2     | 0     | 0         | 0         | 1      | 0      | 34    | 2     |

## Достижения
«ХБ»
- Обладатель Суперкубка Фарерских островов (1): 2025

## Личная жизнь
Старший брат Хайни, Ханус — тоже футболист. В настоящее время Ханус Сёренсен выступает за словенский клуб «Целе».